# Admin-C
Der Admin-C (Administrative Contact) ist der administrative Ansprechpartner einer Domain und ist auch als Administrator (neben dem Inhaber) in der Whois-Datenbank einiger Domainregistrierungsstellen mit seiner Adresse eingetragen.

## Situation in der EU
Vor dem endgültigen Inkrafttreten der Datenschutz-Grundverordnung (DSGVO) am 25. Mai 2018 war der Admin-C (Administrative Contact) der administrative Ansprechpartner einer Domain und war auch als Administrator (neben dem Inhaber) in der Whois-Datenbank mit seiner Adresse eingetragen.

### Admin-C vor der Datenschutz-Grundverordnung
Der Admin-C war nicht automatisch der Inhaber der Domain, auch wenn es im privaten Bereich eher die Regel war. Der Admin-C war gegenüber dem Domaininhaber (Holder) weisungsgebunden und handelte in seinem Auftrag. Es war zwingend erforderlich, dass der Admin-C eine natürliche Person war, die zusätzliche Angabe einer Firma war optional. Der Admin-C war in Deutschland zum Teil auch rechtlich der Ansprechpartner der Domain. Er konnte unter bestimmten Umständen etwa für Wettbewerbsverstöße des Domaininhabers haftbar gemacht werden. Der Admin-C war jedoch kein Anbieter im Sinne des Jugendmedienschutzrechts, was insbesondere für Domains mit pornografischen oder gewaltverherrlichenden Inhalten bedeutend ist.

### Admin-C nach der Datenschutz-Grundverordnung
Seit die Umsetzung der DSGVO am 25. Mai 2018 für Unternehmen verpflichtend geworden ist, werden entsprechende Kontaktdaten des Admin-C gemäß der neuen Whois-Regelung nicht mehr erhoben und zwangsläufig auch nicht mehr angezeigt. Ergänzend zu den persönlichen Pflichtangaben zum Domain-Inhaber fragt das DENIC, das die Verantwortung für die Verwaltung der deutschen Top-Level-Domain (.de) trägt, stattdessen zwei nicht personalisierte E-Mail Adressen ab. Eine Adresse soll zum Zweck allgemeiner und technischer Anfragen angegeben werden, die zweite E-Mail Adresse zur Anzeige rechtswidriger oder missbräuchlicher Nutzung einer Domain (Domain-Abuse). Die Verantwortung für die entsprechenden E-Mail Adressen trägt der jeweilige Registrar.

## Tech-C
Die persönlichen Kontaktdaten des Ansprechpartners für technische Fragen zu einer Domain unter dem Kürzel Tech-C (Technical Contact) zusammengefasst. 
In der EU werden auch diese Daten nicht mehr erfasst und können entsprechend auch nicht mehr in der Whois-Domainabfrage eingesehen werden. Als Ersatz dient dort seit dem 25. Mai 2018 die E-Mail Adresse für allgemeine und technische Anfragen. Auch die Angabe des Ansprechpartners für den zuständigen Nameserver, den sogenannten Zone-C (Zone Contact), entfällt in den neuen Richtlinien ersatzlos.